# Saint-Jean-Froidmentel
Saint-Jean-Froidmentel és un municipi francès, situat al departament del Loir i Cher i a la regió de Centre – Vall del Loira. L'any 2007 tenia 502 habitants.

## Demografia

### Població
El 2007 la població de fet de Saint-Jean-Froidmentel era de 502 persones. Hi havia 205 famílies, de les quals 60 eren unipersonals (32 homes vivint sols i 28 dones vivint soles), 60 parelles sense fills, 69 parelles amb fills i 16 famílies monoparentals amb fills.
La població ha evolucionat segons el següent gràfic:
Habitants censats

### Habitatges
El 2007 hi havia 313 habitatges, 214 eren l'habitatge principal de la família, 75 eren segones residències i 24 estaven desocupats. Tots els 304 habitatges eren cases. Dels 214 habitatges principals, 186 estaven ocupats pels seus propietaris, 20 estaven llogats i ocupats pels llogaters i 7 estaven cedits a títol gratuït; 3 tenien una cambra, 15 en tenien dues, 67 en tenien tres, 58 en tenien quatre i 70 en tenien cinc o més. 170 habitatges disposaven pel capbaix d'una plaça de pàrquing. A 82 habitatges hi havia un automòbil i a 106 n'hi havia dos o més.

### Piràmide de població
La piràmide de població per edats i sexe el 2009 era:
| Homes | Edats   | Dones |
| ----- | ------- | ----- |
| 0     | 95 o +  | 0     |
| 4     | 90 a 94 | 0     |
| 8     | 85 a 89 | 4     |
| 4     | 80 a 84 | 4     |
| 4     | 75 a 79 | 20    |
| 20    | 70 a 74 | 4     |
| 8     | 65 a 69 | 16    |
| 32    | 60 a 64 | 24    |
| 12    | 55 a 59 | 12    |
| 16    | 50 a 54 | 16    |
| 20    | 45 a 49 | 20    |
| 8     | 40 a 44 | 4     |
| 16    | 35 a 39 | 16    |
| 4     | 30 a 34 | 20    |
| 16    | 25 a 29 | 8     |
| 16    | 20 a 24 | 8     |
| 20    | 15 a 19 | 20    |
| 4     | 10 a 14 | 8     |
| 16    | 5 a 9   | 8     |
| 4     | 0 a 4   | 16    |

## Economia
El 2007 la població en edat de treballar era de 282 persones, 220 eren actives i 62 eren inactives. De les 220 persones actives 201 estaven ocupades (117 homes i 84 dones) i 19 estaven aturades (7 homes i 12 dones). De les 62 persones inactives 32 estaven jubilades, 8 estaven estudiant i 22 estaven classificades com a «altres inactius».

### Ingressos
El 2009 a Saint-Jean-Froidmentel hi havia 219 unitats fiscals que integraven 513 persones, la mediana anual d'ingressos fiscals per persona era de 17.940 €.

### Activitats econòmiques
Dels 16 establiments que hi havia el 2007, 2 eren d'empreses extractives, 2 d'empreses alimentàries, 1 d'una empresa de fabricació d'altres productes industrials, 1 d'una empresa de construcció, 1 d'una empresa de transport, 2 d'empreses d'hostatgeria i restauració, 1 d'una empresa d'informació i comunicació, 2 d'empreses financeres, 2 d'empreses immobiliàries, 1 d'una empresa de serveis i 1 d'una entitat de l'administració pública.
Dels 2 establiments de servei als particulars que hi havia el 2009, 1 era una lampisteria i 1 restaurant.
L'únic establiment comercial que hi havia el 2009 era una fleca.
L'any 2000 a Saint-Jean-Froidmentel hi havia 11 explotacions agrícoles.

## Equipaments sanitaris i escolars
El 2009 hi havia una escola elemental integrada dins d'un grup escolar amb les comunes properes formant una escola dispersa.

## Poblacions més properes
El següent diagrama mostra les poblacions més properes.